# 男女同性恋支持矿工
男女同性恋支持矿工（英文名为Lesbians and Gays Support the Miners，简称为LGSM）在长达一年的1984-1985年英国矿工大罢工期间出现，是一个由男同性恋和女同性恋组建的组织，以支持英国的罢工矿工。截止这次罢工结束，在全英国已经建立了11个小组，而且仅伦敦地区的小组就为罢工筹集了11,000英镑。

## 历史
在这次罢工期间，撒切尔政府冻结了英国全国矿工联合会（NUM）的资金。这就意味着罢工支持者向该联合会捐款是毫无意义的。相反，全英国的支持小组被鼓励直接与在英格兰、苏格兰和威尔士的矿工社群联合，而“男女同性恋支持矿工”正是这些组织中的一员。马克·艾什顿和他的朋友迈克尔·杰克逊在1984年伦敦同志游行为矿工捐款之后，成立了“男女同性恋支持矿工”。该组织曾在无数个地方聚集并筹款，包括作为伦敦小组总部的“基字”书店。伦敦的小组与内思、杜莱斯和斯旺西山谷的矿工支持小组联合。
1984年11月，一群女同性恋者脱离“男女同性恋支持矿工”。她们成立了一个只包括女性的新组织，名为“女同性恋者反对关闭矿井”，但“男女同性恋支持矿工”中仍有女同性恋者积极参加原组织的活动而没有加入新组织。
除了为正在罢工的家庭筹集了约两万英镑，LGSM还有互访活动。他们组织的最大规模的单次筹款活动是“矿井和变态”慈善音乐会，于1984年12月10日在卡姆登镇的“电子舞厅”举行。这次音乐会的主角是Bronski Beat乐队和他们的主唱Jimmy Somerville。这场慈善音乐会的主题被英国小报《太阳报》作为头条。

## 遗产
因为这次运动锻造的联盟，即LGBT（男同性恋者、女同性恋者、双性恋者和跨性别者）社群和英国工人组织的联盟，被证明是英国LGBT议题进展的一个重要转折点。 矿工的工会组织开始支持并参与全英国各种同志骄傲活动，包括在1985年的伦敦同志游行中领头。而且，在1985年伯恩茅斯举行的工党会议上，通过了一项全党支持LGBT权益的决议，这其中很大程度上是因为来自全国矿工联合会的集团投票支持。矿工的组织也是LGBT社群1988年反抗“第28条”的运动中最为活跃的组织之一。
LGSM伦敦小组的工作档案被保存在英格兰曼彻斯特的人民历史博物馆。档案包括了每周例会的会议记录、通信记录、媒体剪报、宣传资料、搪瓷徽章、照片和组织的旗帜。 
LGSM伦敦小组与威尔士矿业村Onllwyn的联合的故事，被翻拍成了电影《骄傲》（2014），由马修·沃楚斯执导。一些尚在世的小组成员参与了这部影片的推介。
2015年，在这部电影的公映之后，尚在世的小组成员举办了30周年的重聚活动。这次活动的目的是为马克·艾什顿基金筹款，这是一个艾滋病慈善基金，由特伦斯·希金斯信托进行管理。 这个小组选择了在2015年伯明翰同志游行上领头，以此来彰显他们的历史地位。 他们同样被推选在2015伦敦同志游行上打头阵， 但是因为组织者拒绝让其他相关组织（比如工会代表团）紧接着LGSM游行，而撤消了计划，来参加后续的游行。